# Тамир, Йосеф
Йосеф Тамир (ивр. יוסף תמיר‎, фамилия при рождении Квенцель; 5 марта 1915, Бердичев, Российская империя — 10 августа 2009) — журналист и политик подмандатной Палестины, а затем независимого Израиля. Один из лидеров Партии общих сионистов, а затем Либеральной партии Израиля, депутат кнессета от блока ГАХАЛ и партии «Ликуд», а затем от фракции «Шинуй». Ведущий идеолог борьбы за охрану окружающей среды в Израиле в 1960-е и 1970-е годы.

## Биография
Иосиф Квенцель родился в 1915 году в Бердичеве в семье доктора Нафтали Квенцеля и Ализы (Алины) Йошпе. Его отец, убеждённый сионист, подвергался гонениям и в царской России, и в первые годы советской власти — в его доме под Винницей, куда Квенцель переехал, вернувшись с фронта Первой мировой войны, ГПУ устраивало обыски в поисках писем из Палестины, в ходе которых пострадала его библиотека. В газете «Зман Тель-Авив» в начале XXI века Нафтали Квенцель был назван «одним из первых узников Сиона в СССР».
Иосиф получил в Виннице традиционное религиозное воспитание. В 1924 году Нафтали Квенцель с семьёй выехал из СССР якобы на лечение в Италию, но сошёл с корабля в Яффском порту в Палестине. Квенцели поселились в Петах-Тикве, где Иосиф, которого отец обучал ивриту ещё на Украине, в 1925 году поступил сразу в пятый класс школы организации ПИКА. В 1930 году, в возрасте 15 лет, он стал секретарём местного филиала молодёжного спортивного общества «Маккаби», и на следующий год завоевал пять медалей на соревнованиях, посвящённых 25-летию общества «Маккаби» в Палестине. В 1932 году он принял участие в первой Маккабиаде, став бронзовым призёром в соревнованиях по метанию копья и бегу на 100 и 400 метров. Ещё через год его включили в состав еврейской сборной Палестины по футболу, отправленной в Прагу на игры европейского союза «Маккаби»; с этой командой Квенцель завоевал две медали, а также играл с ней в товарищеских матчах в Египте и Сирии.
После школы ПИКА Йосеф учился в гимназии «Ахад ха-Ам» в Петах-Тикве, которую окончил в 17 лет. Он поступил в Высшую школу права и экономики в Тель-Авиве, но после начала арабского восстания в 1936 году был вынужден оставить учёбу. С 1933 года он работал корреспондентом газеты «Гаарец» в Петах-Тикве, позже также сотрудничал с Palestine Post, а с 1940 года был членом редакционного совета газеты «Ха-Бокер». В 1939 году женился на Наоми Маневич; в этом браке родились двое детей: дочь Дица и сын Нафтали — в дальнейшем израильский дипломат, посол в Австралии и Финляндии.
В политику Йосеф Тамир пришёл через Партию общих сионистов. Он стал одним из основателей фракции «Ха-Гуш ха-Эзрахи» (с ивр. — «Гражданский блок»), которая в течение семи лет оставалась крупнейшей в городском совете Петах-Тиквы, а в первой половине 1940-х годов занимал пост генерального секретаря организации «Гражданское единство» в Тель-Авиве. Во время Войны за независимость Израиля Тамир служил в «Хагане», а затем в ЦАХАЛе, где был фронтовым корреспондентом.
В 1949 году Тамир занял пост генерального секретаря Организации общих сионистов, оставаясь на нём вплоть до 1965 года, сохранив его в сменившей общих сионистов Либеральной партии Израиля. На выборах в кнессет 2-го созыва он был заместителем председателя избирательной комиссии, а с 1959 года стал депутатом городского совета Тель-Авива. В 1965—1969 годах Тамир возглавлял либеральную фракцию в городском совете Тель-Авива и одновременно активно участвовал в формировании блока ГАХАЛ, в рамках которого Либеральная партия объединилась с движением «Херут». На выборах в кнессет 6-го созыва Тамир стал депутатом от фракции ГАХАЛ. В эти годы он начал свою природоохранную деятельность и в 1968 году основал Совет за красоту Израиля, а в 1970 году сформировал в кнессете межфракционный комитет по охране окружающей среды. По собственным словам политика, его внимание к экологической обстановке привлекли два шага, сделанные на ранних этапах существования страны правительством Давида Бен-Гуриона: упразднение сельских советов, ответственных за консервацию земельных угодий (членом такого сельского совета сам Тамир был в молодости), и осушение болот Хулы, приведшее к катастрофическим последствиям для экологии в этом районе.
Тамир оставался депутатом кнессета на протяжении четырёх созывов, после блока ГАХАЛ представляя там партию «Ликуд», в кнессете 7-го созыва заняв пост председателя совместной комиссии по вопросу качества окружающей среды, а в кнессете 8-го созыва — должность председателя комиссии по вопросам государственного контроля и комиссии по внутренним делам и экологии. В эти годы он продолжал активно лоббировать природозащитные мероприятия, в 1974 году основав неправительственную организацию «Хаим ве-свива» (с ивр. — «Жизнь и окружающая среда»), председателем которой оставался на протяжении четверти века. В 1972 году Тамир представлял Израиль на конференции ООН по проблемам окружающей среды, проходившей в 1972 году в Стокгольме. Он был инициатором создания министерства по охране окружающей среды Израиля, а также таких государственных инстанций, как омбудсмен по жалобам населения, омбудсмен по жалобам военнослужащих, государственный контролёр муниципальных органов. При его участии принимались законы о соблюдении чистоты, ремонте зданий, административном разрушении незаконных строений, восстановлении заброшенных каменоломен и другие законы природоохранной направленности. Лидер «Ликуда» и будущий премьер-министр Израиля Менахем Бегин часто говорил, что в вопросах охраны окружающей среды его представляет Тамир, но для самого Тамира это было свидетельством не столько доверия, сколько равнодушия Бегина к вопросам экологии. В кнессете 9-го созыва Тамир вышел из фракции «Ликуда» и до 1981 года присоединился к представителям партии «Шинуй», но заканчивал срок уже как независимый депутат. После 1983 года он в кнессет не возвращался.
Активную природоохранную деятельность Тамир продолжал и после ухода из большой политики. В 1986 году он был избран членом Международного совета по экологическому праву, а два года спустя инициировал создание совета по экологии при организации «Бней-Брит». Незадолго до смерти, в возрасте 94 лет, он ещё участвовал в кампании природоохранного общества «Цалуль» в поддержку восстановления рек и ручьёв Израиля. Йосеф Тамир умер в августе 2009 года.

## Признание заслуг
Йосеф Тамир, известный как «первый „зелёный“ Израиля» и «мистер Окружающая среда», неоднократно удостаивался наград от различных организаций за свою природоохранную деятельность. В 1977 году он стал лауреатом премии за защиту окружающей среды от министерства внутренних дел, а в 1983 году — первой в истории Израиля премии спикера кнессета за дело жизни. В 1990 году Тамир получил награду ООН за дело жизни в области охраны окружающей среды.
В 1992 году Йосеф Тамир стал почётным гражданином Тель-Авива. В его честь в этом городе названа плаза.